# Gabriela Bitolo
Gabriela Clausson Bitolo, também conhecida como Gabi Bitolo, (São Paulo, 1 de abril de 1999) é uma handebolista brasileira.

## Biografia e carreira
Bitolo é natural da cidade de São Paulo. Começou a praticar handebol logo cedo no Esporte Clube Pinheiros. Ela se destaca pela força física e habilidade para chutar de fora da área. Aos quinze anos, foi vice-campeã da Partille Cup, na Suécia.
Em 2018, foi convocada para disputar o Mundial Júnior da modalidade e ajudou o país a terminar na 11ª colocação. No mesmo ano, integrou o time júnior do Pinheiros que faturou a Copa Paulista e o Campeonato Paulista. Na semifinal da Liga Nacional, o Pinheiros perdeu para a UNIP, e a joagdora acabou com a medalha de bronze no fim da competição.
Em 2019, foi campeã paulista, novamente. No mesmo ano, sua equipe venceu a Liga Nacional e Bitolo foi eleita a melhor armadora direita da competição. Também foi convocada, pela primeira vez, para integrar a seleção principal, pelo técnico Jorge Dueñas.
Em 2020, a jogadora se transferiu para o Atticgo BM Elche, da Espanha. Lá, ela conquistou a Copa da Rainha e a Supercopa da Espanha. Em menos de 30 jogos, já havia marcado 135 gols. Porém, uma lesão no joelho interrompeu sua evolução. Ela representou o Brasil nos Jogos Olímpicos de Verão de 2020, realizados em Tóquio, no Japão, onde a Seleção Brasileira terminou na 11.ª colocação.
Em julho de 2022, Bitolo assinou com o KH-7 BM Granollers para disputar a Liga Guerreras. Em maio de 2023, o clube Granollers comunicou não seguirá no time na temporada 2023/2024. Para a temporada 2023/24, ela assinou com o Costa del Sol Málaga.

## Vida pessoal
Bitolo namora com o pivô da Seleção Argentina de Handebol Gastón Mouriño desde dezembro de 2020.